# Tomás Milián
Tomás Milián, pseudoniem van Tomás Quintín Rodríguez, (Havana, 3 maart 1933 - Miami, 22 maart 2017) was een Cubaans acteur.

## Leven en werk

### Afkomst, opleiding en eerste (toneel)stappen
In 1956 verliet Milián zijn geboorteland en vestigde hij zich in Miami. Een jaar later begon hij acteerlessen te volgen aan de Actors Studio in New York. In 1958 werd hij door Jean Cocteau opgemerkt die hem prompt uitnodigde op het pas door Gian Carlo Menotti opgerichte Festival dei Due Mondi in Spoleto. Hij acteerde succesvol onder regie van Franco Zeffirelli en besloot daarna in Italië te blijven.

### Eerste filmjaren
In 1959 maakte hij zijn filmdebuut onder regie van Mauro Bolognini. Die regisseerde Milián in La notte brava (ook bekend als Bad Girls Don't Cry) en in Il bell'Antonio (1960), twee drama's gebaseerd op een scenario van Pier Paolo Pasolini. In de jaren daarna deden onder meer ook Luchino Visconti, Alberto Lattuada en Valerio Zurlini een beroep op Miliáns talent.

### Spaghettiwesterns
Vanaf 1966 werd hij bekend door zijn hoofdrollen als Indiaan, outlaw of vreemdeling in een reeks spaghettiwesterns of als Mexicaan in de zogenaamde Zapata-westerns (die zich afspelen tijdens de Mexicaanse Revolutie). Zo speelde hij in The Bounty Killer (1966), The Big Gundown (1966, naast spaghettiwesternicoon Lee Van Cleef), Django Kill (1967), Faccia a faccia (1967), Run, Man, Run (1968), Vamos a matar, compañeros (1970, naast spaghettiwesternicoon Franco Nero) en Il bianco, il giallo, il nero (1975, naast spaghettiwesternicoon Eli Wallach). Veel westerns werden geregisseerd door Sergio Sollima en Sergio Corbucci.

### Poliziottesco
Toen het rond het midden van de jaren zeventig bergaf ging met de populariteit van de spaghettiwestern begon Milián mee te spelen in poliziottescofilms. Umberto Lenzi regisseerde Milián in een reeks keiharde misdaadfilms en thrillers. Bruno Corbucci, de jongere broer van Sergio, deed zestien keer een beroep op Milián voor enkele filmkomedies en vooral voor elf komische politiefilms opgebouwd rond de grofgebekte Romeinse politieman Nico Giraldi (Milián).

### Latere carrière: bijna uitsluitend bijrollen
Jarenlang speelde Milián vooral in Italiaanse B-films. Soms kreeg hij de kans met vertegenwoordigers van de auteurscinema te werken. Zo vertolkte hij een bijrol in Chabrols sekskomedie Folies bourgeoises (1976) en in Bertolucci's drama La luna (1979) en nam hij de hoofdrol in Antonioni's drama Identificazione di una donna (1982) voor zijn rekening. Van 1985 tot 1989 speelde hij gastrollen in onder meer Miami Vice, L.A. Law en Murder, She Wrote.
Vanaf de jaren negentig verscheen hij nog maar sporadisch op het grote scherm: in het drama Havana (1990), in Spielbergs historisch drama Amistad (1997) als een Spaanse edelman en politicus en in het drama Traffic (2000) als een corrupte Mexicaanse agent.

### Privéleven
Milián trouwde in 1964 met de Italiaanse Margherita Valletti. Milián bleef bij haar tot aan haar overlijden in 2012. Samen hadden ze een zoon, Tommaso, die als acteur in New York werkt.

## Filmografie (selectie)
- 1959: La notte brava (Mauro Bolognini)
- 1960: Il bell'Antonio (Mauro Bolognini)
- 1961: L'imprevisto (Alberto Lattuada)
- 1961: Un giorno da leoni (Nanni Loy)
- 1962: Boccaccio '70 (anthologiefilm; episode Il lavoro van Luchino Visconti)
- 1962: Il disordine (Franco Brusati)
- 1964: Gli indifferenti (Francesco Maselli)
- 1965: Le soldatesse (Valerio Zurlini)
- 1965: The Agony and the Ecstacy (Carol Reed)
- 1965: Madamigella di Maupin (Mauro Bolognini)
- 1966: The Bounty Killer (Eugenio Martin)
- 1966: The Big Gundown (La resa dei conti) (Sergio Sollima)
- 1967: Faccia a faccia (Sergio Sollima)
- 1967: Django Kill... If You Live, Shoot! (Se sei vivo spara) (Giulio Questo)
- 1968: Banditi a Milano (Carlo Lizzani)
- 1968: Ruba al prossimo tuo... (Francesco Maselli)
- 1968: Run, Man, Run (Corri uomo corri of The Big Gundown 2) (Sergio Sollima)
- 1968: Tepepa (Giulio Petroni)
- 1969: Beatrice Cenci (Lucio Fulci)
- 1970: I cannibali (Liliana Cavani)
- 1970: Vamos a matar compañeros (Sergio Corbucci)
- 1971: The Last Movie (Dennis Hopper)
- 1972: La banda J. & S. - Cronaca criminale del Far West (Sonny and Jed) (Sergio Corbucci)
- 1972: Non si sevizia un paperino (Lucio Fulci)
- 1974: Milano odia: la polizia non può sparare (Umberto Lenzi)
- 1975: Il giustiziere sfida la città (Umberto Lenzi)
- 1975: Il bianco, il giallo, il nero (Sergio Corbucci)
- 1975: I quattro dell'apocalisse (Lucio Fulci)
- 1975: Folle à tuer (Yves Boisset)
- 1976: Folies bourgeoises (Claude Chabrol)
- 1976: Il trucido e lo sbirro (Umberto Lenzi)
- 1977: Il cinico, l'infame, il violento (Umberto Lenzi)
- 1977: Squadra antitruffa (Bruno Corbucci)
- 1978: Squadra antimafia (Bruno Corbucci)
- 1979: Winter Kills (William Richert)
- 1979: Squadra antigangsters (Bruno Corbucci)
- 1979: La luna (Bernardo Bertolucci)
- 1980: Delitto a Porta Romana (Bruno Corbucci)
- 1981: Delitto al ristorante cinese (Bruno Corbucci)
- 1982: Identificazione di una donna (Michelangelo Antonioni)
- 1982: Monsignor (Frank Perry)
- 1982: Cane e gatto (Bruno Corbucci)
- 1984: Delitto al Blue Gay (Bruno Corbucci)
- 1985: King David (Akiss)
- 1989: Cat Chaser (Abel Ferrara)
- 1990: Revenge (Tony Scott)
- 1990: Havana (Sydney Pollack)
- 1994: The Cowboy Way (Gregg Champion)
- 1997: Fools Rush In (Andy Tennant)
- 1997: Amistad (Steven Spielberg)
- 2000: The Yards (James Gray)
- 2000: Traffic (Steven Soderbergh)
- 2005: The Lost City (Andy García)
- 2005: La fiesta del Chivo (Luis Llosa)

- Biblioteca Nacional de España: XX1408784
- Bibliothèque nationale de France: cb14691621g (data)
- Gemeinsame Normdatei: 131452169
- International Standard Name Identifier: 0000 0000 9344 5674
- Library of Congress Control Number: n83229425
- MusicBrainz: a65abe8d-476a-4bc1-b5cc-ea17d7793b4a
- Nationale Bibliotheek van Israël: 987007344961405171
- Nederlandse Thesaurus van Auteursnamen: 071309624
- Istituto Centrale per il Catalogo Unico: UBOV495230
- Système universitaire de documentation: 111141575
- Virtual International Authority File: 103659915
- WorldCat: E39PBJm4XyBVMtQCYfBQjxwV4q